# Universidade Católica de Lovaina (UCLouvain)
A Universidade Católica de Lovaina (em francês: Université catholique de Louvain, UCLouvain; em neerlandês: Katholieke Universiteit te Leuven) é uma universidade belga, localizada na cidade de Lovaina-a-Nova, na Valônia.
Foi fundada em 1834, na cidade de Mechelen, Bélgica, como Universidade Católica da Bélgica. Ao se transferir para a cidade de Lovaina em 1835, passou a se chamar Universidade Católica de Lovaina.
Em 1968, como consequência da crise política deflagrada pelas disputas entre estudantes belgas francófonos e estudantes nacionalistas flamengos, que pretendiam "flamandizar" a Universidade Católica de Lovaina, a instituição acabou por ser dividida em duas entidades juridicamente independentes — a Universidade Católica de Lovaina (KU Leuven), de língua neerlandesa, e a Universidade Católica de Lovaina (UCLouvain), de língua francesa. 

## História
A antiga Universidade de Lovaina  foi fundada em 1425, por João IV, Duque de Brabante, e autorizada, por uma bula do Papa Martinho V, naquele mesmo ano. Floresceu durante centenas de anos como a universidade mais proeminente do que viria a ser a Bélgica  e também uma das mais destacadas da Europa. Quando da fundação da Universidade, em 1425,  Lovaina era parte do território do Ducado de Brabante, situado nos antigos Países Baixos Burgúndios (atualmente, parte da Bélgica). 
Oficialmente, a Universidade era referida, em latim medieval, como Studium generale Lovaniense ou Universitas Studii Lovaniensis; em latim humanístico, Academia Lovaniensis  ou, mais frequentemente, Universitas Lovaniensis; em neerlandês, Universiteyt Loven e também Hooge School van Loven.
A antiga Universidade de Lovaina foi extinta, por decreto, em 25 de outubro de 1797, uma semana depois da cessão, à República Francesa, dos Países Baixos Austríacos e do Principado-Bispado de Liège (ambos integrantes da atual Bélgica), nos termos do Tratado de Campo Formio.
Em 1816, uma nova instituição, a Universidade Estatal de Lovaina, foi fundada na cidade (que então era parte do Reino Unido dos Países Baixos) pelo rei Guilherme I,  mas também acabou por ser extinta, em 1835. 
Em 1834, havia sido criada, a Universidade Católica de Mechelen (ou Malinas) — renomeada, em 1835,  como Universidade Católica da Bélgica. Ao transferir sua sede para Lovaina, a universidade  também mudou de nome, passando a se chamar Universidade Católica de Lovaina e reivindicando ser a "refundadora" da antiga Universidade de Lovaina extinta em 1797. Tal alegação de continuidade com a instituição mais antiga foi contestada nos tribunais, tendo o superior tribunal belga decidido (em 1844, 1855 e 1861) que a Universidade Católica de Lovaina era uma instituição diferente, com estatuto diferente.  Entretanto, a Universidade Católica de Lovaina é muito frequentemente identificada como uma continuação da instituição mais antiga.
Em 1968, a Universidade Católica de Lovaina  dividiu-se em duas instituições: uma, de língua francesa — a Universidade Católica de Lovaina —, baseada na cidade planeada de Lovaina-a-Nova, e outra, de língua neerlandesa — a Universidade Católica de Lovaina, situada principalmente em Lovaina.